# Ornithospila prosthema
Ornithospila prosthema là một loài bướm đêm trong họ Geometridae.